# China Television
China Television (中國電視公司T) è una rete televisiva in lingua cinese di Taiwan. È stata fondata il 3 settembre 1968 dal Partito nazionalista della Repubblica di Cina. Le prime prove di trasmissione iniziarono il 9 ottobre 1969 e le trasmissioni iniziarono ufficialmente il 31 ottobre dello stesso anno. Il 9 agosto 1999 il canale è stato quotato alla Taiwan Stock Exchange, diventando la prima rete televisiva taiwanese quotata in borsa.

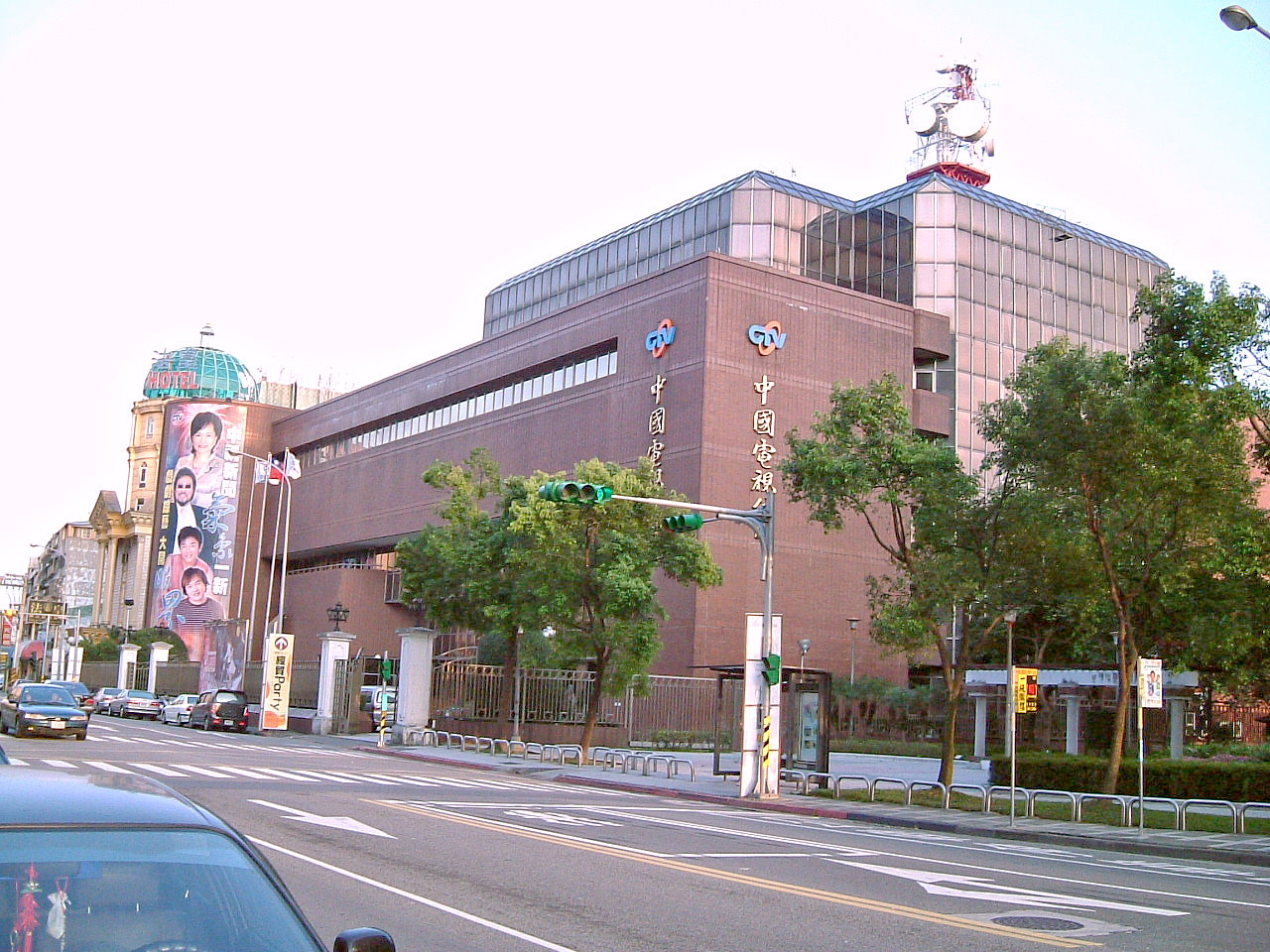
Sede di CTV a Taipei.